# Alasora

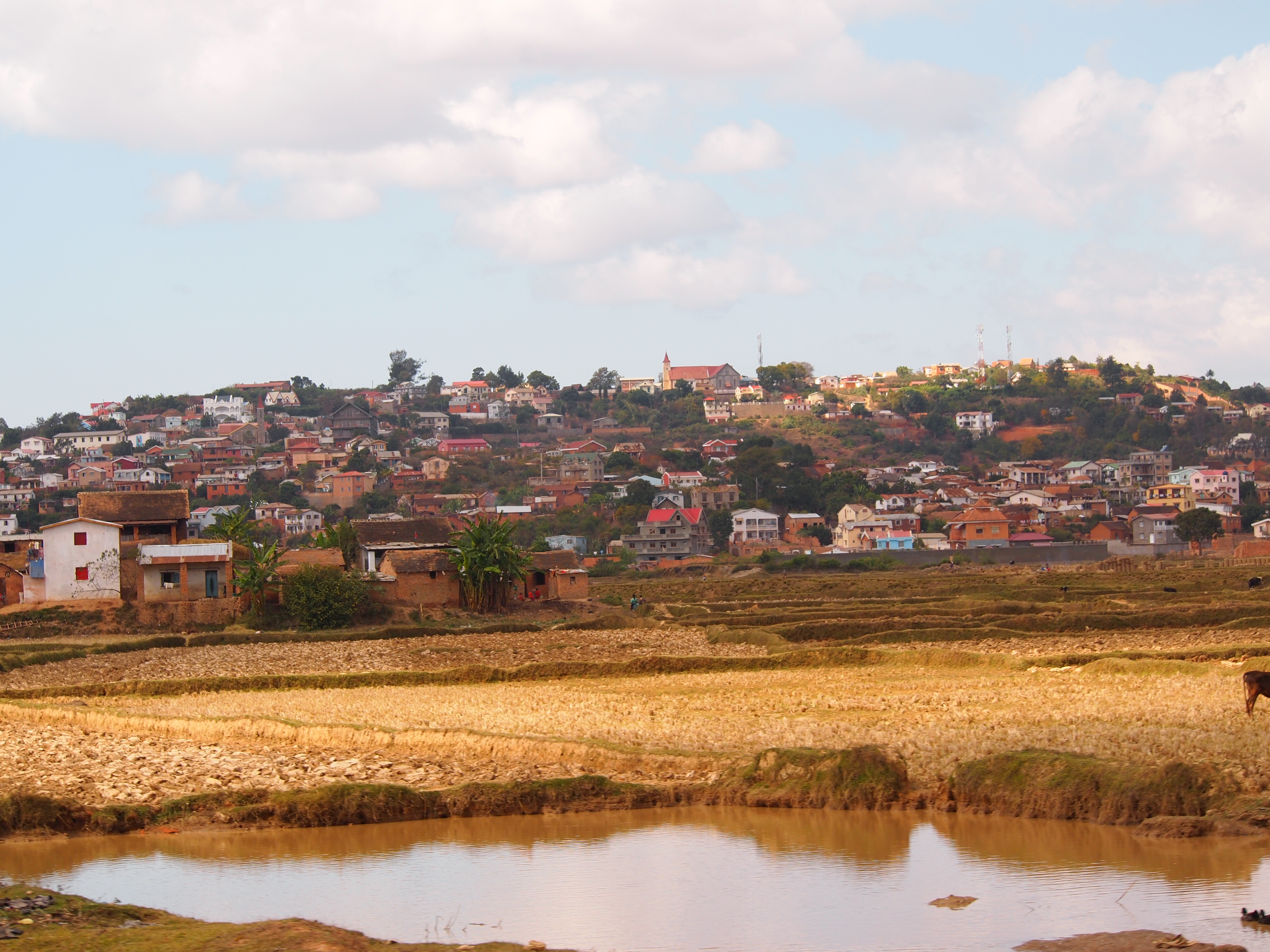
Colline d'Alasora

Alasora est une commune rurale malgache située dans la partie Est de la région d'Analamanga, à environ 15 kilomètres au sud-ouest d'Antananarivo. Elle est rattachée au district d'Antananarivo Avaradrano. C'est une terre d'histoire et de culture, nichée au cœur des paysages pittoresques des Hautes Terres centrales.
La commune d'Alasora est composée de 20 fokontany, à savoir : 
Alasora, Ambatomalaza, Amboaroy, Ambodivoanjo, Ambodivondava, Ambohidrazaka, Ambohimarina, Ambohipo, Ambohitanety, Ambohitromby, Ampahibato, Ankadiaivo, Ankandindratombo, Ankazobe, Est-Mahazoarivo, Mahatsinjo, Mahitsy, Mandikanamana, Mendrikolovàna et Miadana.

## Histoire
Étymologiquement, le nom Alasora dérive des mots "ala" et "sora" signifiant "forêt de hérissons". Surnommée aussi "Aînée du pays et Origine des rois", Alasora figure parmi les douze collines sacrées de l'Imerina et constitue la source de l' "Andrianité" (la royauté). D'ailleurs, le roi Andrianampoinimerina la qualifiait de terre d'origine de ses ancêtres. En tant que l'un des plus anciens villages d'Imerina, Alasora est également reconnu comme le berceau de sa culture.
Le nom d'Alasora a été donné par Andrianamponga II, le frère de Rangita (1500 à 1520) souverain de Merimanjaka, après avoir été fondé par le prince Ramasimparihy (1490). La fille de Rangita (Rangitatrimovavimanjaka) dénommée Rafohy (1520 à 1540) a déplacé la capitale de sa seigneurie de Merimanjaka à Alasora après la mort de Rangita. Son tombeau est toujours visible dans le village d'Alasora.
Le fils de Rafohy, le roi Andriamanelo (1540-1575) a terminé la construction du village d'Alasora. Il a protégé son palais avec le « hadivory » (fossé de protection autour de son palais) doublé de « hadifetsy » (fossé de diversion et de vigilance). A l'entrée, il a institué le « vavahady » (portail en pierre plate) auprès duquel sont plantés des "aviavy" (fuguiers) comme arbre représentant la royauté.
Andriamanelo (qui signifie « prince qui dispose de l'usage de l'ombrelle ») a également marqué la dynastie des Andriana au détriment du règne des Vazimba. Il a marqué la culture royale de l'Imerina en ayant institué la fabrication de "fers volants" pour servir de bêches et de sagaies, les rites de circoncision, l'invention de la pirogue, le fanorona et du rituel de l' Alaondrana. Ceci est un rite de mariage entre parents proches pour éviter la malformation congénitale et marquer le "lova tsy mifindra" (pour garder le patrimoine chez le groupe royal).
Andriamanelo a confié la maîtrise de la cérémonie à la caste Velondraimamandreny qui est donc maitre de cérémonie royale. Cette caste veille au respect du protocole royal, dans tous les rites touchant la personne du roi, y compris les "Fandroana" (bain royal), les "fanafenana" (funérailles), la garde du cachet royal et des clefs des appartements royaux. Le tombeau d'Andriamanelo est toujours visible dans le village d'Alasora.
Andriamanelo a été remplacé par son fils Ralambo. Celui-ci a comme capitale de son royaume Ambohitrabiby, lieu d'origine de sa mère. D'autres princes ont été proclamés rois d'Alasora par la suite : Andriambonimera, remplacé par son fils Andrianohara puis son petit-fils Andrianavalonjafy. Celui-ci fut vaincu par Andrianampoinimerina qui prit sa fille Ramanantenasoa pour épouse. Après la mort du grand monarque Andrianampoinimerina, la seigneurie d'Alasora revint en héritage à Rabodosahondra sœur de Radama 1er, mère de Rakotobe. Le Roi Radama a envisagé que ce dernier serait son successeur.

## Géographie
Alasora est située sur une colline verdoyante à 1 373 mètres d'altitude et offre une vue imprenable sur la campagne environnante. La commune est traversée par le fleuve Ikopa sur une longueur de 14 km et dispose de deux étangs. Le climat d'Alasora est océanique avec un été tempéré et un hiver sec.

## Coordonnées géographiques d'Alasora
-Latitude: -19.0251,
-Longitude: 47.7857
19° 1′ 30″ Sud, 47° 47′ 9″ Est
- Altitude d'Alasora	1 373 m
- Climat d'Alasora	Climat océanique avec été tempéré et hiver sec

## Démographie
La population en 2014 a été estimée à 41.300. En 2018, le nombre d'électeurs est de 29.022 répartis dans 52 bureaux de vote.
Le nombre d'habitants augmente considérablement. Comme toutes les zones en périphérie d'Antananarivo, Alasora est en passe de devenir bientôt une commune urbaine. Des promoteurs en immobiliers y sont très actifs. C'est un lieu de résidence très prisé. Le développement s'étend vers la partie Sud-Sud Est de la Commune. Le seul souci des riverains c'est l'existence des décharges publiques au pied de la colline sacrée Ambohitrandriananahary. Mal maîtrisées, les ordures trainent partout et bouchent les canaux, gages de maintien des routes qui sont entretenues tant bien que mal par les habitants.

## Économie
En 2014, sur les surfaces cultivées, la population a produit 1.800 tonnes de riz, 7.975 tonnes de légumes et 102 tonnes de racines et tubercules. En moyenne, une unité de production familiale dispose de 0,37 hectare. Alasora est une des sources d'approvisionnement des marchés d'Antananarivo en fleurs et légumes. En 2004, 85% des agriculteurs font des céréales (riz, maïs),70% ont pratiqué des légumes et 50% cultivent des racines et tubercules (manioc, patate douce, taro).
La Commune est marquée par la RN60 (by-pass) qui est une bretelle reliant la RN7 et la RN2, d'importants axes de circulation.
En matière de communication, les 3 opérateurs économiques (Airtel, Telma, Orange) couvrent l'ensemble de la Commune. La plupart des radios ayant des stations à Antananarivo arrivent à émettre dans toute la Commune.
Alasora est réputée dans le domaine de l'artisanat par l'existence de petits ateliers de poterie et de ferronnerie d'art. Elle est devenue une zone d'extension de la ville d'Antananarivo. Elle abrite des constructions somptueuses contemporaines qui lui donnent un cachet résidentiel. 
Alasora possède aussi un théatre de verdure, lieu utilisé pour les spectacles et les cultes. Un terrain de basket y est en construction.
Depuis 2018, Alasora a mis en place le CBA (Centre By-pass Alasora), un domaine où des intervenants en développement à Madagascar peuvent exposer leurs réalisations. Des foires peuvent y être organisés également.
Sur le plan financier, Alasora abrite deux points de services d'IMF (Institution de microfinance) qui sont l'ACEP Madagascar et la SMMEC (anciennement OTIVtana). Un DAB (distributeur automatique de billet) de la BNI est également dans la Commune.
Deux stations services de distribution de carburant sont dans la Commune et une dizaine d'"espaces", de restaurant et d'hôtels y sont enregistrés à fin 2018.

## Social
Sur le plan sanitaire, la Commune dispose d'un Centre de santé, en plus du Centre de santé privé orthodoxe.
La sécurité est assurée par la Gendarmerie nationale et la Police nationale qui ont des brigades sur place.
Sur le plan de lutte anti-corruption, le BIANCO (Bureau Indépendant Anti-Corruption) a primé la Commune d'Alasora en Avril 2018, comme la Commune éradiquant la corruption à la base. Elle a eu le lauréat parmi une centaine de Communes. Ont été utilisés des critères comme la transparence des données, la qualité de l’accueil, l’orientation des usagers, l’affichage des tarifs, l’indication de tous les services disponibles, la célérité de traitement dossiers etc.
Depuis un certain temps, l'insécurité gagne du terrain. Presque toutes les fins de semaines, les villageois reçoivent des avertissements des "dahalo", par des affiches, qu'ils viendront attaquer. Un poste de gendarmerie et un commissariat de police installés au quartier administratif à Ambohimanoa n'arrivent pas à endiguer le mal. Par ailleurs, la solidarité villageoise est bel et bien présente.